# 白毛巨竹
白毛巨竹（学名：Gigantochloa albociliata）为禾本科巨竹属下的一个种。生长于中国云南勐海和勐腊。生长于海拔500-800米的平坝旷地和林内。缅甸全境均有分布，在印度和泰国有栽培。模式标本采自缅甸。